# Play我呸
〈Play我呸〉（英語：Play）是臺灣歌手蔡依林的歌曲，收錄於其第13張原創錄音室專輯《呸》。該歌曲由李格弟作詞、倪子岡作曲、陳星翰製作。該歌曲作為專輯首支單曲於2014年10月27日由華納音樂和凌時差音樂發行。
該歌曲及其MV分別入圍第26屆金曲獎最佳年度歌曲獎和最佳音樂錄影帶獎，倪子岡和陳星翰憑藉歌曲入圍最佳編曲人獎，陳星翰入圍最佳單曲製作人獎。

## 背景
2013年4月13日，蔡依林結束第三輪巡演「Myself世界巡迴演唱會」，並透露開始籌備新專輯。同年7月25日，她前往英國倫敦展開為期一個月的音樂、舞蹈和表演課程。同年11月22日，蔡依林表示新專輯仍處於收歌階段，進展緩慢。2014年1月29日，媒體報導蔡依林將全權主導新專輯製作，並可能有跨國合作，製作成本超過新臺幣五千萬元。同年4月4日，媒體稱新專輯預計暑期發行，並可能收錄蔡依林參與創作的作品。同年9月5日，蔡依林透露新專輯已接近完成，預計年底發行。

## 創作
〈Play我呸〉的歌詞描寫現代人在荒謬但現實的人生百態中樂在其中的詼諧意境。

## 音樂影片

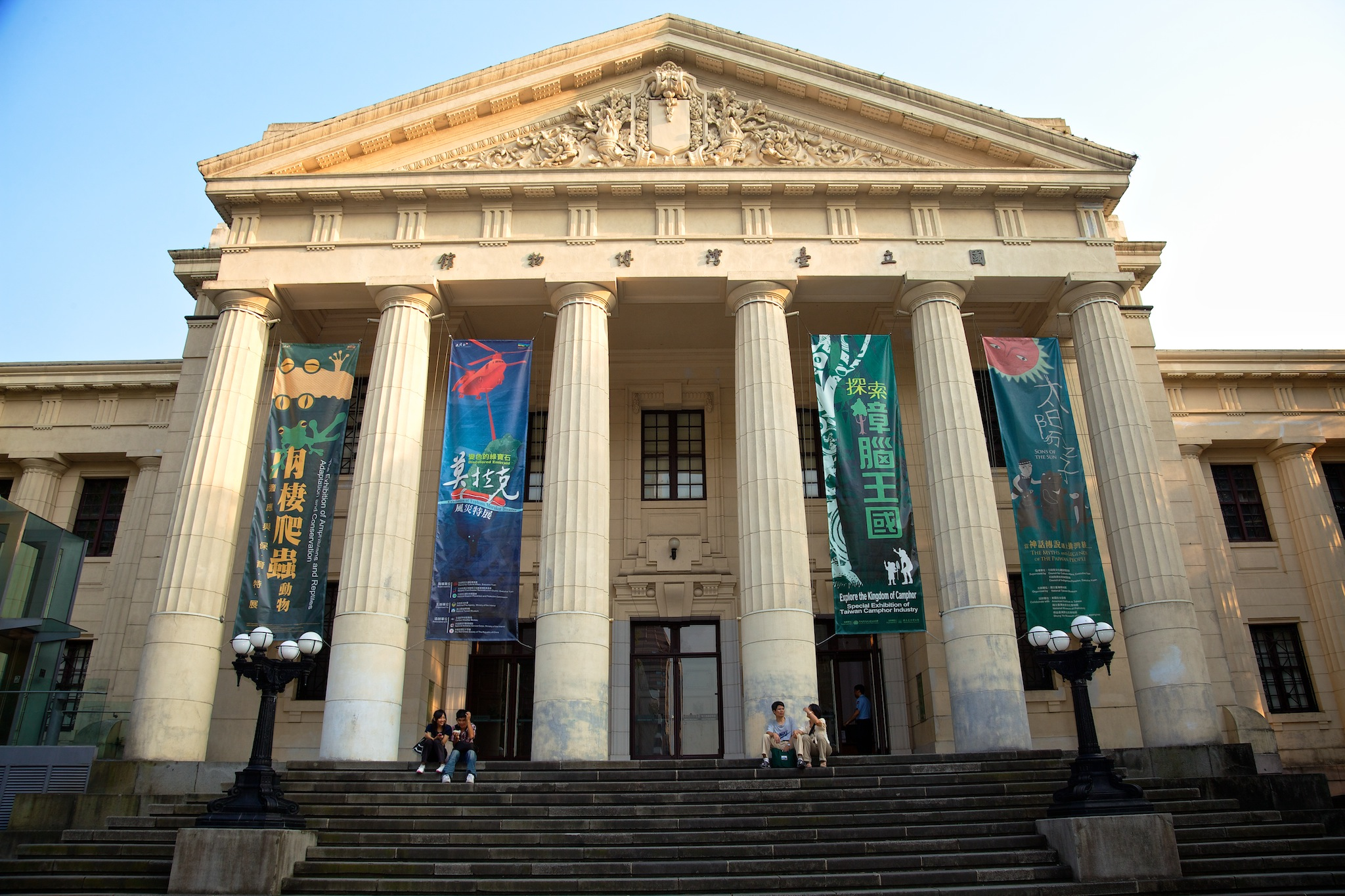
國立臺灣博物館為MV的拍攝取景地之一。

2014年10月28日，蔡依林發布〈Play我呸〉的歌詞版MV。同年11月2日，她發布正式版MV，並於臺北市國立臺灣博物館舉辦造勢活動。MV由陳奕仁執導，拍攝成本超過新臺幣八百萬元。同月8日，蔡依林發布舞蹈版MV。
MV獲得音悅Tai音悅V榜週榜第一名和QQ音樂華語MV榜週榜第一名，並於2014年臺灣YouTube熱門音樂影片點閱排行榜位居第一名。MV獲得美國《時代雜誌》、西班牙《GQ》雜誌等國際媒體高度評價。
MV入圍2016年柏林音樂錄影帶大獎最佳美術指導獎，並獲得2015年紅點設計大獎視覺傳達設計獎，及2016年金點設計獎。

## 其他版本
2016年10月2日，蔡依林發行由Alesso重新混音的Alesso remix version版本。

## 商業表現
2015年1月6日，該曲獲得2014年臺灣Hit FM年度百首單曲第一名，蔡依林因此成為該榜單史上獲得第一名次數最多的兩位歌手之一。

## 評價
音樂人許常德評價〈Play我呸〉作詞人李格弟交出亮眼成績，該曲點閱率高，登上國際版面，蔡依林在歌中傳達流行即淘汰的訊息，指出無淘汰則無新流行，彰顯專輯概念的深意，強調不斷突破。黃榮毅認為〈Play我呸〉為年度熱門歌曲，電子舞曲的編曲在臺灣流行音樂尚不成熟，歌曲設立標竿，編曲流暢且音色運用恰當，旋律性兼顧，歌詞具靈魂，引起廣泛共鳴與討論，適合代表資訊爆炸、多元文化的世代。
PlayMusic音樂網樂評人Danial Chang指出歌詞精準呈現現代人生活態度，融入許多網路流行語，既扮演人生角色又嘲諷人生，聽者可迅速進入故事主軸，生活化詞句內含深刻課題。歌曲中多處頑童般和聲與爽朗大笑，暗示「笑看人生如一場Play」，具戲謔性且和專輯主題緊密相連。該網站的另一位樂評人賈旭認為歌曲在詞、曲、編、唱、製作及混音各方面均為上乘，傳唱度和娛樂性俱佳，是2014年華語流行音樂最佳歌曲之一，入圍金曲獎最佳年度歌曲理所當然。
《聯合報》記者顏甫珉指出專輯《呸》主打〈Play我呸〉邀請詩人夏宇填詞，展現突破企圖，夏宇對社會觀察細膩、歌詞俐落，使歌曲跳脫傳統舞曲情愛主題，轉而探討社會現象。歌詞具社會控訴與分析，搭配陳奕仁導演的MV，細察可見蔡依林懂得自嘲，畫面含翻白眼、整形、戀情等元素，最後回歸社會現實，為臺灣近年少見的高水準MV。

## 獎項
2015年5月15日，〈Play我呸〉獲得第五屆全球流行音樂金榜Hit FM聯播網點播冠軍。同月18日，〈Play我呸〉入圍第26屆金曲獎最佳年度歌曲獎，該歌曲的MV入圍最佳音樂錄影帶獎，倪子岡和陳星翰憑藉歌曲入圍最佳編曲人獎，陳星翰亦入圍最佳單曲製作人獎。同月31日，歌曲獲得2015年Hito流行音樂獎Hito年度十大華語歌曲及2014年度百首單曲冠軍。2015年6月10日，歌曲獲得中華音樂人交流協會2014年度十大單曲。同月20日，歌曲獲得第八屆Freshmusic Awards年度十大單曲。

## 現場表演
2014年12月20日，蔡依林參加無線電視綜藝節目《超級巨聲4》，並演唱〈Play我呸〉。同月31日，她出席中視主辦的「2015紫耀義大跨年晚會」，演唱該歌曲。2015年2月8日，蔡依林參加「第十屆KKBox風雲榜頒獎典禮」，演唱〈Play我呸〉。同年3月25日，她在「2015年QQ音樂年度盛典」演唱該歌曲。2015年5月31日，蔡依林於「2015年Hito流行音樂獎頒獎典禮」演唱〈Play我呸〉。同年12月2日，她參加「2015年Mnet亞洲音樂大獎」，演唱該歌曲。同月31日，蔡依林出席江蘇衛視「幸福聚荔2015—2016跨年演唱會」，演唱〈Play我呸〉。

## 曲目
串流媒體、宣傳CD
1. 〈Play我呸〉——3:13

數位下載、串流媒體——〈Play我呸〉（Alesso remix version）
1. 〈Play我呸〉（Alesso remix version）——3:18

## 幕後人員
- 陳星翰—和聲編寫
- 蔡依林—和聲
- 陳文駿—錄音師
- 強力錄音室—錄音室
- Jaycen Joshua（英语：Jaycen Joshua）—混音師
- Ryan Kaul—混音助理
- Maddox Chimm—混音助理
- Larrabee Sound Studios（英语：Larrabee Sound Studios）—混音室

## 發行歷史
| 地區 | 日期           | 版本                 | 格式              | 經銷商     |
| ---- | -------------- | -------------------- | ----------------- | ---------- |
| 全球 | 2014年10月27日 | 原版                 | 串流媒體 電台播放 | 凌時差音樂 |
| 全球 | 2016年10月2日  | Alesso remix version | 數位下載 串流媒體 | 凌時差音樂 |

## 外部連結
- YouTube上的〈Play我呸〉（MV幕後花絮）
- YouTube上的〈Play我呸〉（2015年Mnet亞洲音樂大獎現場表演）